# Marko Simonović (cestista 1999)
Marko Simonović (in montenegrino Мaрко Симоновић; Kolašin, 15 ottobre 1999) è un cestista montenegrino.

## Carriera

### Mens Sana Siena (2017-18)
Simonović ha iniziato a giocare a basket professionistico per il club italiano di serie inferiore PMS Moncalieri nel 2015. Nel luglio 2017, Simonović ha firmato un contratto per la Mens Sana Siena.

### Union Olimpija (2018-19)
Il 19 giugno 2018 ha firmato un contratto pluriennale per la Petrol Olimpija.

### Mega Bemax (2019-2021)
Il 19 luglio 2019 è stato prestato a Mega Bemax per due anni.
Ha segnato una media di 16,8 punti a partita con il 51% dal campo su 11,5 tentativi a partita, il 31% su tre su 2,5 tentativi e l'80% dalla linea di tiro libero su 5,2 tentativi, otto rimbalzi, 3,5 rimbalzi offensivi, 1,2 assist, un recupero, 1,2 stoppate, 2,2 palle perse e 3,8 falli personali a partita in un ruolo iniziale dove ha giocato 29,7 minuti a partita su un totale di 24 partite in tutte le competizioni.

### NBA

#### Chicago Bulls
Il 18 novembre 2020 è stato selezionato con la 44ª scelta assoluta nel Draft NBA 2020 dai Chicago Bulls.

## Statistiche

### NBA

#### Regular season
| Anno      | Squadra       | PG | PT | MP  | TC%  | 3P%  | TL%  | RP  | AP  | PRP | SP  | PP  |
| --------- | ------------- | -- | -- | --- | ---- | ---- | ---- | --- | --- | --- | --- | --- |
| 2021-2022 | Chicago Bulls | 9  | 0  | 3,9 | 26,7 | 20,0 | 72,7 | 1,1 | 0,0 | 0,1 | 0,1 | 1,9 |
| 2022-2023 | Chicago Bulls | 7  | 0  | 2,9 | 28,6 | 25,0 | 50,0 | 0,3 | 0,0 | 0,0 | 0,0 | 0,9 |
| Carriera  | Carriera      | 16 | 0  | 3,4 | 27,3 | 22,2 | 69,2 | 0,8 | 0,0 | 0,1 | 0,1 | 1,4 |

#### Massimi in carriera
- Massimo di punti: 8 vs Golden State Warriors (14 gennaio 2022)[1]
- Massimo di rimbalzi: 4 vs Golden State Warriors (14 gennaio 2022)
- Massimo di assist: -
- Massimo di palle rubate: 1 vs Golden State Warriors (14 gennaio 2022)
- Massimo di stoppate: 1 vs Detroit Pistons (11 gennaio 2022)
- Massimo di minuti giocati: 8 vs Detroit Pistons (9 aprile 2023)

## Palmarès

### Individuale
- Quintetto ideale della ABA Liga: 1

Mega Basket: 2020-21